# دیرک ون در ون
دیرک ون در ون (انگلیسی: Dirk van der Ven؛ زادهٔ ۱ مارس ۱۹۷۰) بازیکن فوتبال اهل پادشاهی هلند است.
از باشگاه‌هایی که در آن بازی کرده‌است می‌توان به باشگاه فوتبال آرمینیا بیله‌فلد، باشگاه فوتبال روت وایس اهلن، باشگاه فوتبال اوردینگن ۰۵، باشگاه فوتبال روت‌وایس اسن، و باشگاه فوتبال یوکوهاما اشاره کرد.